# Castro de Avelãs
Castro de Avelãs é uma povoação portuguesa sede da Freguesia de Castro de Avelãs do Município de Bragança, freguesia com 13,48 km² de área e 430 habitantes (censo de 2021), tendo, por isso, uma densidade populacional de 31,9 hab./km².
Fazem parte desta freguesia, para além da aldeia que dá nome à freguesia, as aldeias de Fontes Barrosas e Grandais.

## Demografia
A população registada nos censos foi:
| Distribuição da População por Grupos Etários | Distribuição da População por Grupos Etários | Distribuição da População por Grupos Etários | Distribuição da População por Grupos Etários | Distribuição da População por Grupos Etários |
| -------------------------------------------- | -------------------------------------------- | -------------------------------------------- | -------------------------------------------- | -------------------------------------------- |
| Ano                                          | 0-14 Anos                                    | 15-24 Anos                                   | 25-64 Anos                                   | > 65 Anos                                    |
| 2001                                         | 47                                           | 71                                           | 270                                          | 95                                           |
| 2011                                         | 48                                           | 38                                           | 257                                          | 117                                          |
| 2021                                         | 52                                           | 38                                           | 201                                          | 139                                          |

## Património
Castro de Avelãs teve um mosteiro beneditino, que existiu durante 400 anos, acabou por ser extinto em 1545.
- Igreja de Castro de Avelãs